# Krückenski
Krückenskier (engl. outriggers), auch Stabilos genannt, sind spezielle Unterarmgehstützen, die mit kleinen Skiern am unteren Ende ausgerüstet sind. Die kurzen Ski sind mit einem Gelenk an den Gehstützen befestigt, wodurch eine Anpassung an die Geländeneigung möglich ist. Krückenskier werden von einseitig Beinamputierten zum Krückenskifahren oder Rollstuhlfahrern zum Monoskifahren verwendet. Die Krückenskier dienen einseitig Beinamputierten zur Stabilisierung beim alpinen Skifahren und zur Fortbewegung als Gehstütze außerhalb der Piste.